# Tajueco
Tajueco est une commune espagnole située au sud de la province de Soria en Castille-et-León.

## Histoire
Depuis le Moyen-âge, Tajueco fait partie de la Comunidad de Villa y Tierra de Andaluz, constituée en 1089 par le Fuero de Andaluz. Au début du XIXe siècle, le village devint une municipalité constitutionnelle dans la région de Vieille Castille, parti d'Almazán et dans le recensement de 1842 il comptait 57 feux et 272 habitants.

### Meurtre de 2024
Le village a fait la une des journaux internationaux en décembre 2024 après qu’une voiture-caméra Google Street View a capté une image d’un suspect de meurtre qui aurait chargé un cadavre à l’arrière d’une voiture Rover. Deux personnes ont été arrêtées en lien avec la disparition et la mort d’un homme porté disparu depuis plus d’un an.

## Traditions et fêtes
Tajueco est connu dans la province pour avoir conservé sa vannerie et sa verrerie traditionnelles.
Au soir de la Toussaint a lieu le Cantique des âmes. Le jour de la Fête-Dieu, on bénit les enfants nés au cours de l'année, qui sont de moins en moins nombreux, en les posant par terre pour qu'ils soient touchés par les bannières et les fanions que portent les garçons, sous une tonnelle de fleurs construite sur la place du village.
Tajueco a deux fêtes principales, l'une en hiver et l'autre en été. On célèbre la Saint-Antoine les derniers vendredi et samedi de juin et la Saint-Roch la dernière semaine d'octobre.

## Monuments et paysages
L'église Saint-Pierre, très modifiée, conserve encore quelques éléments gothiques. Le village est entouré de grandes pinèdes, avec des sources abondantes et des paysages impressionnants. Il y a deux mares qui servaient de lavoir. La mare du haut est plus jolie et possède un toit. Entre le village et Torreandaluz se trouve la Fuente del Sapo (fontaine du Crapaud en français) ; une légende raconte qu'un village phénicien fut englouti dans ses eaux empoisonnées.